# Edificio Esmeralda
El Edificio Esmeralda  es una torre de 80 m (25 plantas) de altura, situada en la calle Guatemala del barrio de Palermo de la Ciudad de Buenos Aires. 

## Historia
El Edificio Esmeralda  tiene 25 pisos de alto y está ubicado en el centro de  Palermo Soho. Se empezó a construir en el 2003 y se terminó de construir en el 2006. Fue diseñado por el estudio de arquitectura Lier & Tonconogy y desarrollado por G&D Developers. El Edificio Esmeralda ha sido llamado así en recuerdo del anterior establecimiento que funcionaba en los terrenos donde se construye, la vieja Bodega Esmeralda de Catena Zapata.

## Ubicación
La torre está ubicada sobre la calle Guatemala 4551, cuenta con 25 pisos de unidades de primer nivel en el centro de Palermo Soho, a pocas cuadras del Botánico, Plaza Armenia y Plaza Serrano.
Se denomina Palermo Soho a una zona del barrio de Palermo de la Ciudad de Buenos Aires delimitado por las avenidas Juan Bautista Justo, Córdoba, Santa Fe, Scalabrini Ortiz. 
Esta zona del barrio de Palermo es una de las más tradicionales de Buenos Aires y era conocida antes como Palermo Viejo. A dos cuadras del Edificio Esmeralda pasó su infancia el gran escritor argentino Jorge Luis Borges, en Serrano (hoy Borges) entre Guatemala y Paraguay.
El edificio cuenta con una maravillosa vista hacia los cuatro puntos cardinales de la Ciudad de Buenos Aires. Desde el mirador del piso 25 puede verse toda la Ciudad de Buenos Aires en su plenitud, desde el Aeroparque y el Río de la Plata hasta el Congreso de la Nación Argentina.

## Descripción
Su diseño moderno y ubicación privilegiada permiten disfrutar plenamente de la oferta cultural y gastronómica del barrio, a la vez que las comodidades de la torre.  
El  Edificio Esmeralda es una torre de 25 pisos y 110 unidades residenciales que incluyen 4 penthouses en los últimos pisos, posee dos pisos de cocheras subterráneas, y una superficie total de 15.000 m².
El complejo del Edificio Esmeralda incluye jardines, una piscina externa y climatizada, gimnasio, salón de usos múltiples en el piso 25 con vista a toda la ciudad de Buenos Aires, solario, salón de fiestas separado del edificio principal, cocheras cubiertas, cocheras de cortesía, generador de emergencia, cuatro ascensores y seguridad las 24 horas.

## Arquitectura

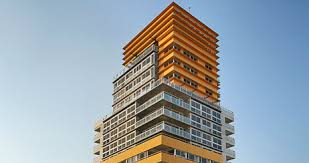
Coronamiento Edificio Esmeralda.

Una torre de viviendas de 25 pisos de altura, un edificio anexo con usos complementarios, y espacios para usos comunes. Está compuesto por un juego de volúmenes yuxtapuestos, articulado de forma asimétrica y diferenciada por su altura y materialidad. Se diseñó una planta baja libre donde el jardín y el hall de la torre se integran al espacio público de forma continua.
Las unidades fueron diseñadas con el objetivo de crear un espacio interior continuo, integrado al espacio exterior mediante la incorporación de balcones dentro del perímetro de la unidad y disponiendo de ambientes principales as u alrededor. En el último piso se ubicó un salón de estar de acceso común con terraza, y vistas ininterrumpidas de la ciudad.
Tiene una altura de 80 metros y es uno de los más originales Rascacielos de Palermo. La entrada del edificio está hecha de adoquines como era originalmente toda la calle Guatemala cuando el barrio todavía se llamaba Palermo Viejo. Está coronado con una terminación ocre que armoniza con el barrio. Por las noches este coronamiento iluminado caracteriza el centro geográfico de Palermo Soho y puede ser admirado desde la Plaza Armenia.